# Kiesenberg (Thanstein)
Kiesenberg ist ein Ortsteil der Gemeinde Thanstein im Oberpfälzer Landkreis Schwandorf in Bayern.

## Geographische Lage
Kiesenberg liegt ungefähr sechs Kilometer nördlich von Thanstein und etwa vier Kilometer westlich der Bundesstraße 22.

## Geschichte

### Anfänge bis 18. Jahrhundert
Kiesenberg (auch: Chursinperch, Khürschenberg, Kürschenberg, Kirschenberg) wurde 1140 schriftlich erwähnt in einer Urkunde, in der Lukardis de Mura sein Gut in Kiesenberg dem Kloster Reichenbach überließ. 1522 und 1572 gehörte Kiesenberg zum Amt Neunburg vorm Wald und hatte 6 Mannschaften. Im Visitationsprotokoll von 1582 wurde Kiesenberg als Bestandteil der Pfarrei Dieterskirchen aufgeführt. 1661 gehörte Kiesenberg mit drei Höfen, einem Gut, 27 Rindern, 8 Schweinen, zwei Schafen und einer Ziege zum inneren Amt Neunburg.
1762 gab es in Kiesenberg 4 Anwesen, ein Nebenhäusel, ein Hüthaus, 8 Herdstätten, 4 Eigentümer und 4 Inwohner (darunter ein Tagwerker, ein Hüter) das sind 8 Untertanen. Ende des 18. Jahrhunderts hatte Kiesenberg 5 Anwesen, darunter ein Gemeinde-Hüthaus.

### 19. Jahrhundert
Zu Beginn des 19. Jahrhunderts wurde staatlicherseits versucht die Verwaltungsstruktur zu vereinfachen und – gegen den zähen Widerstand der Besitzer – die Gerichtsbarkeit auf den Staat zu übertragen. Dieser Prozess verlief in mehreren Schritten.
Durch Säkularisation und Mediatisierung wurden die zersplitterten territorialstaatlichen Gebilde und die differenzierte Struktur der gerichts- und grundherrlichen Zuordnungen beseitigt und versucht, die gutsherrlichen Rechte nach und nach zu reduzieren.
Es wurden Landgerichte älterer Ordnung gebildet.
Entsprechend einer Verordnung von 1808 wurde das Landgericht Neunburg vorm Wald in 55 Steuerdistrikte unterteilt.
Dabei bildete Weislitz mit den Ortschaften Kiesenberg (5 Anwesen), Neudeck (6 Anwesen), Weislitz (5 Anwesen) und Zengeröd (9 Anwesen) einen Steuerdistrikt.
1809 hatte Kiesenberg 43 Einwohner.
1820 wurden Ruralgemeinden gebildet.
Dabei entstand die Ruralgemeinde Weislitz, die aus den Ortschaften Weislitz mit 6 Familien, Kiesenberg mit 5 Familien, Zengeröd mit 9 Familien und der Einöde Holzhof mit einer Familie bestand.

### 20. Jahrhundert bis Gegenwart
Zum Stichtag 23. März 1913 (Osterfest) wurde Kiesenberg als Teil der Expositur Kulz der Pfarrei Dieterskirchen mit 8 Häusern und 58 Einwohnern aufgeführt.
Bei der Auflösung der Gemeinde Weislitz 1946 kamen Kiesenberg und Neudeck zur Gemeinde Kulz.
1964 war Kulz eine eigenständige Gemeinde mit den Orten Kulz, Kiesenberg, Krähhof, Neudeck und Ziegelhütte.
1978 wurde Kiesenberg als Ortsteil der Gemeinde Kulz in die Gemeinde Thanstein eingegliedert.
Am 31. Dezember 1990 hatte Kiesenberg 35 Einwohner und gehörte zur Expositur Kulz der Pfarrei Dieterskirchen.